# Хонино (Липецкая область)
Хонино — деревня Спешнево-Ивановского сельсовета Данковского района Липецкой области.

## География
Хонино находится на правом берегу реки Вязовня. На севере деревни расположен лесной массив. Через Хонино проходит просёлочная дорога.

## Население
| 2010 |
| ---- |
| 0    |